# トイ・マンチェスター・テリア
トイ・マンチェスター・テリア（英：Toy Manchester Terrier）とは、イギリスのイングランド原産のテリア犬種である。マンチェスター・テリアの小型版で、別名はイングリッシュ・ブラック・アンド・タン・トイ・テリア（英：English Black and Tan Toy Terrier）。

## 歴史
19世紀にマンチェスター・テリアを小型化して作られた。ただ単に小型化しただけでなく、耳が立ち、より俊足になるように改良が行われた。作出目的はただ愛玩犬として飼育するためではなく、ギャンブル絡みのネズミ殺しゲームに使うための大穴として使うためであった。ひ弱に見せつつも狩猟能力は高く、マンチェスター・テリアに負け劣らない記録を打ち立てて徐々に人気を得ていった。有名なものは3時間で300匹のネズミを殺した体重2kgのタイニー号や、100匹のネズミを13秒6で全滅させたビリー号などがいる。
ネズミ殺しゲームの衰退後はネズミも狩れる愛玩犬として人気を博すのだが、ブーム時に行われた乱繁殖と極端な小型化・体重制限により健康に害が出始め、19世紀後半には人気が落ち絶滅の危機に瀕した。その後愛好家によって体高・体重の制限が緩和され、安定した犬質の確保が行われて再び人気を取り戻す事に成功した。戦後は諸外国にも輸出されてブリーディングが行われ、各地でもペットとして人気の犬種となっていった。日本国内でもブリーディングが行われていて、15～25万円程度の値段で販売も行われている。日本でも密かな人気があり、2009年度の国内登録頭数順位は136位中59位とかなり高順位であった。

## 特徴
マンチェスター・テリアと同じく引き締まった流線型のボディで、マズル・首・脚・胴・尾が長い。但し、耳の形はそれとは異なり、ろうそく耳（ろうそくの炎のような耳形）で直立している。尾はサーベル形の垂れ尾で、飾り毛はない。コートはなめらかなスムースコートで、毛色はブラック・アンド・タンかブラック・アンド・マホガニー。体高25～30cm、体重2.7～3.6kgの小型犬で、性格は好奇心旺盛で明るくやさしい。留守番が苦手で寂しがり屋な傾向が強い。マンチェスター・テリアほどではないが狩猟本能も残されているため、ネズミなどを見せないように注意すべきである。運動量はやや少なめで、初心者にも飼育しやすい犬種である。

## 参考
- 『犬のカタログ2004』（学研）中島眞理 監督･写真
- 『日本と世界の愛犬図鑑2007』（辰巳出版）佐草一優監修
- 『デズモンド・モリスの犬種事典』デズモンド・モリス著書、福山英也、大木卓訳 誠文堂新光社、2007年
- 『日本と世界の愛犬図鑑2009』（辰巳出版）藤原尚太郎編･著